# 우리알
우리알(학명: Ovis vignei)은 야생종 양의 일종으로, 투르크메니스탄·이란·아프가니스탄·파키스탄·우즈베키스탄 등지에 분포한다. 1841년 술레이만산맥의 개체군이 처음 기재되었으며, 총 6개의 아종이 존재한다. 수컷은 뿔이 뒤쪽을 향해 휘어지는 모습으로 길게는 100cm까지 자라고, 암컷의 뿔은 더 짧다.